# Eleonora d'Asburgo (1582−1620)
Eleonora d'Austria (Graz, 25 settembre 1582 – Hall in Tirol, 28 gennaio 1620) fu un'arciduchessa austriaca figlia di Carlo II d'Austria.

## Biografia

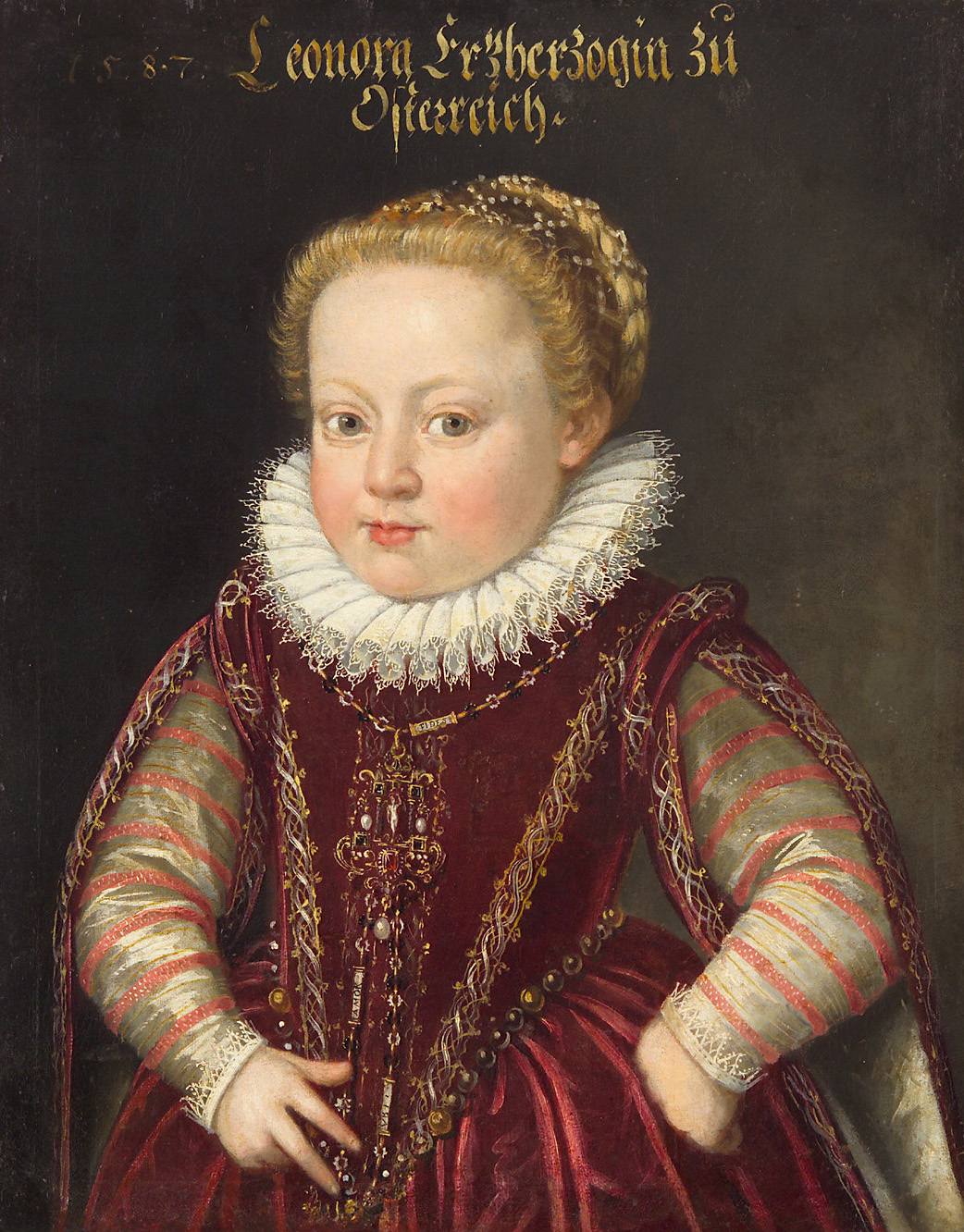
Ritratto di Eleonora d'Austria da bambina, Ottavio Zanuoli, 1587.

Eleonora era una delle figlie dell'arciduca Carlo II d'Austria (1540-1590), e di sua moglie Maria Anna di Wittelsbach (1551-1608), figlia del duca Alberto V di Baviera.
Ella e le sue sorelle ebbero il famoso mento asburgico, che in loro risaltava nettamente.
Fu considerata intelligente, lunatica e di salute molto cagionevole, essendo stata colpita nell'infanzia dal vaiolo.
Insieme alle sorelle Gregoria e Margherita venne proposta quale fidanzata del futuro Filippo III; a tal scopo ritratti delle principesse vennero inviati a Madrid, ma Eleonora non venne ritenuta idonea. Oltre a questo, sfumarono progetti matrimoniali con diversi principi italiani.
Insieme alla sorella Maria Cristina, che dopo un matrimonio infelice aveva fatto ritorno alla corte di Vienna, nel 1607 Eleonora entrò come suora nel Collegium Virginum di Hall in Tirol. Ancora più malata, Eleonora trascorse i suoi ultimi anni di vita in uno stato di cecità. Venne sepolta nella Haller Jesuitenkirche.

## Ascendenza
|                         |                         |                          | Genitori                   |  |  | Nonni |  |  | Bisnonni               |  |  | Trisnonni              |  |
|                         |                         |                          |                            |  |  |       |  |  | Filippo I di Castiglia |  |  | Massimiliano I del SRI |  |
|                         |                         |                          |                            |  |  |       |  |  | Filippo I di Castiglia |  |  | Massimiliano I del SRI |  |
|                         |                         | Maria di Borgogna        |                            |  |  |       |  |  | Filippo I di Castiglia |  |  |                        |  |
| Ferdinando I del SRI    |                         |                          |                            |  |  |       |  |  | Filippo I di Castiglia |  |  |                        |  |
|                         |                         | Giovanna di Castiglia    | Ferdinando II d'Aragona    |  |  |       |  |  |                        |  |  |                        |  |
|                         |                         | Giovanna di Castiglia    | Ferdinando II d'Aragona    |  |  |       |  |  |                        |  |  |                        |  |
|                         |                         | Giovanna di Castiglia    | Isabella di Castiglia      |  |  |       |  |  |                        |  |  |                        |  |
| Carlo II d'Austria      |                         | Giovanna di Castiglia    |                            |  |  |       |  |  |                        |  |  |                        |  |
|                         |                         | Ladislao VII Jagellone   | Casimiro IV Jagellone      |  |  |       |  |  |                        |  |  |                        |  |
|                         |                         | Ladislao VII Jagellone   | Casimiro IV Jagellone      |  |  |       |  |  |                        |  |  |                        |  |
|                         |                         | Ladislao VII Jagellone   | Elisabetta d'Asburgo       |  |  |       |  |  |                        |  |  |                        |  |
| Anna Jagellone          |                         | Ladislao VII Jagellone   |                            |  |  |       |  |  |                        |  |  |                        |  |
|                         |                         | Anna di Foix-Candale     | Gastone II di Foix-Candale |  |  |       |  |  |                        |  |  |                        |  |
|                         |                         | Anna di Foix-Candale     | Gastone II di Foix-Candale |  |  |       |  |  |                        |  |  |                        |  |
|                         |                         | Anna di Foix-Candale     | Caterina di Navarra        |  |  |       |  |  |                        |  |  |                        |  |
| Eleonora d'Asburgo      |                         | Anna di Foix-Candale     |                            |  |  |       |  |  |                        |  |  |                        |  |
|                         | Guglielmo IV di Baviera | Alberto IV di Baviera    |                            |  |  |       |  |  |                        |  |  |                        |  |
|                         | Guglielmo IV di Baviera | Alberto IV di Baviera    |                            |  |  |       |  |  |                        |  |  |                        |  |
|                         | Guglielmo IV di Baviera | Cunegonda d'Asburgo      |                            |  |  |       |  |  |                        |  |  |                        |  |
| Alberto V di Baviera    | Guglielmo IV di Baviera |                          |                            |  |  |       |  |  |                        |  |  |                        |  |
|                         |                         | Maria Giacomina di Baden | Filippo I di Baden         |  |  |       |  |  |                        |  |  |                        |  |
|                         |                         | Maria Giacomina di Baden | Filippo I di Baden         |  |  |       |  |  |                        |  |  |                        |  |
|                         |                         | Maria Giacomina di Baden | Elisabetta di Wittelsbach  |  |  |       |  |  |                        |  |  |                        |  |
| Marianna di Wittelsbach |                         | Maria Giacomina di Baden |                            |  |  |       |  |  |                        |  |  |                        |  |
|                         |                         | Ferdinando I del SRI     | Filippo I di Castiglia     |  |  |       |  |  |                        |  |  |                        |  |
|                         |                         | Ferdinando I del SRI     | Filippo I di Castiglia     |  |  |       |  |  |                        |  |  |                        |  |
|                         |                         | Ferdinando I del SRI     | Giovanna di Castiglia      |  |  |       |  |  |                        |  |  |                        |  |
| Anna d'Asburgo          |                         | Ferdinando I del SRI     |                            |  |  |       |  |  |                        |  |  |                        |  |
|                         |                         | Anna Jagellone           | Ladislao II di Boemia      |  |  |       |  |  |                        |  |  |                        |  |
|                         |                         | Anna Jagellone           | Ladislao II di Boemia      |  |  |       |  |  |                        |  |  |                        |  |
|                         |                         | Anna Jagellone           | Anna di Foix-Candale       |  |  |       |  |  |                        |  |  |                        |  |
|                         |                         | Anna Jagellone           |                            |  |  |       |  |  |                        |  |  |                        |  |